# Felisa Lázaro
Felisa Lázaro   (Valladolid, 29 de juliol de 1867 - Alacant, 19 de setembre de 1930) va ser una actriu i cantant espanyola.

## Carrera

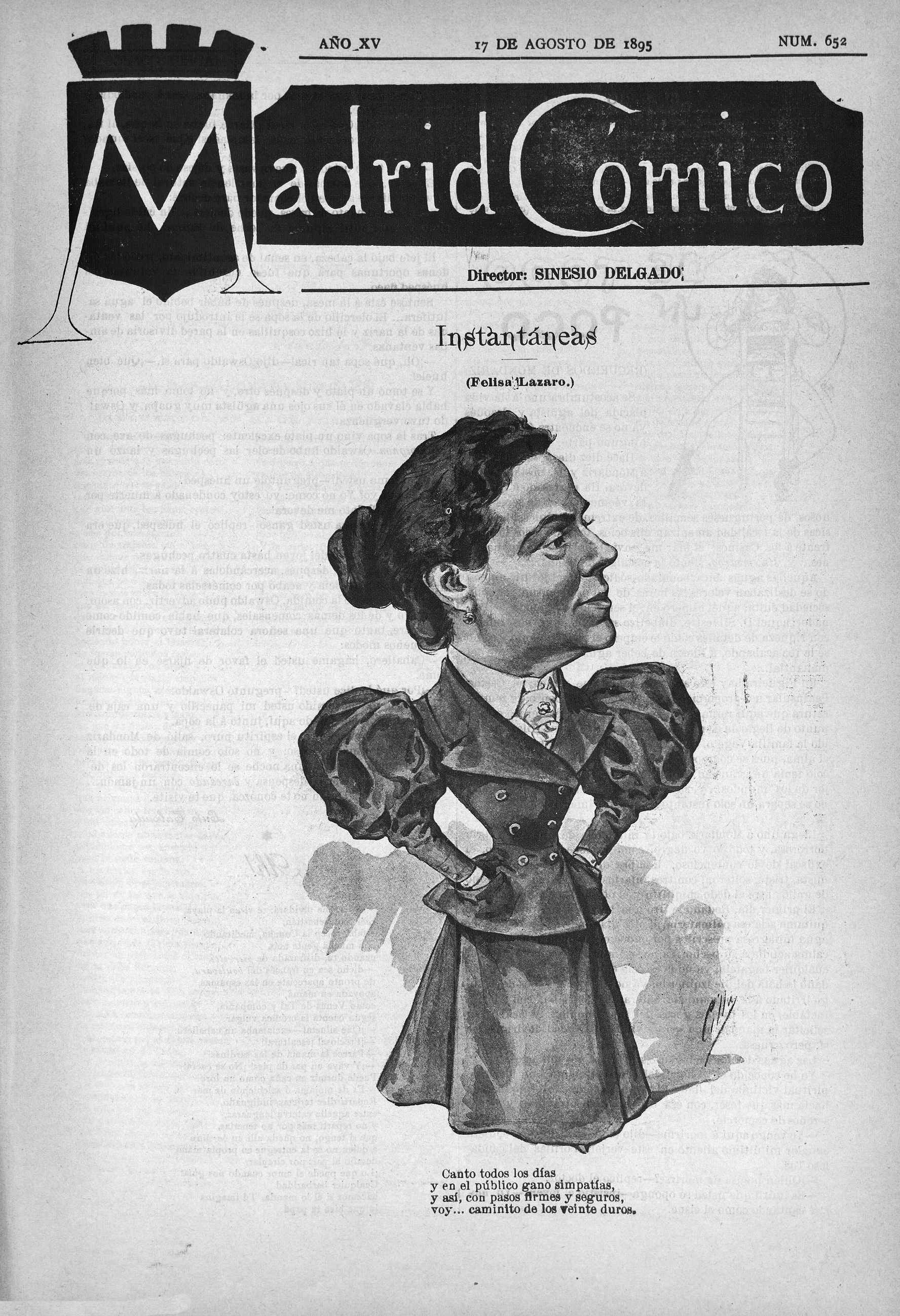
Caricatura de Felisa Lázaro a Madrid Còmic per Cilla (1895).

Nascuda a Valladolid, Espanya, el 29 de juliol de 1867, va començar treballant com a actriu i cantant de sarsuela a Madrid per després treballar en els Teatres Teatre de la Sarsuela i Teatre Apolo, va participar en 11 obres, va seguir treballant fins a la seva mort.
Va protagonitzar la pel·lícula La revetlla de la Coloma de 1921, digirida per José Buchs i escrita també per José Buchs i Ricardo de la Vega, també protagonitzada per Elisa Ruiz Romero, Florián Rey i Julia Lozano, la pel·lícula es va estrenar el 13 de desembre de 1921.
Lázaro va viure a Alacant, Espanya fins a la seva mort el 19 de setembre de 1930 a 63 anys.